# オーラコゲン
オーラコゲン (aulacogen) とは、プレートテクトニクスにおける三重点から伸びるリフトのうち、発達が停止（失敗）したものを指す。ギリシャ語の「aulax」に由来し、1946年にソ連の地質学者、ニコラス・シャツキ (Nicholas Shatski) が初めて使用し、のちに再定義された。オラーコジンとも。

## 概要
大陸プレート下部の三重点からは、三方向に分裂が起こるが、その一方向の分裂拡大が停止することがある。未発達のリフトはオーラコゲンと呼ばれ、堆積物で埋積された大陸内の地溝となる。しかし、この部分は地質学的に弱いため、その後の地震や火山の活動が度々生じることになる。そして、リフトの再形成が起こることもある。